# Terrarium

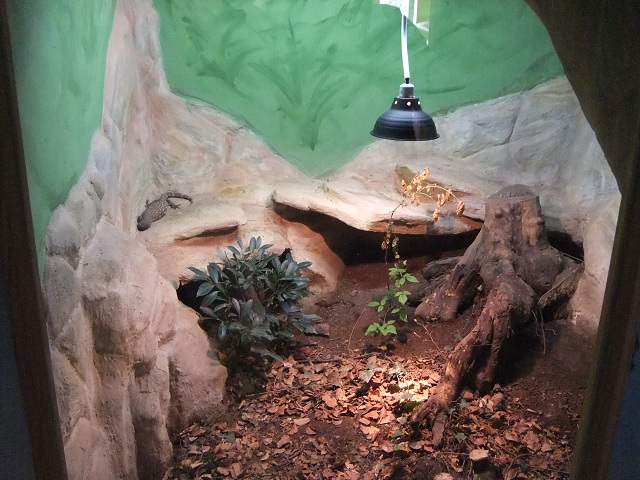
Jedno z terrariów w TerraZoo w Sontra, Niemcy

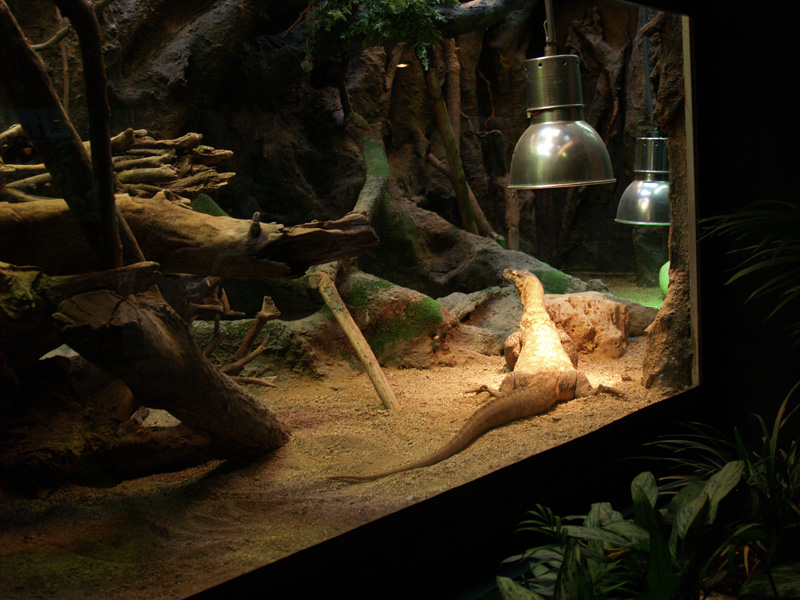
Waran z Komodo w terrarium ogrodu zoologicznego w Barcelonie

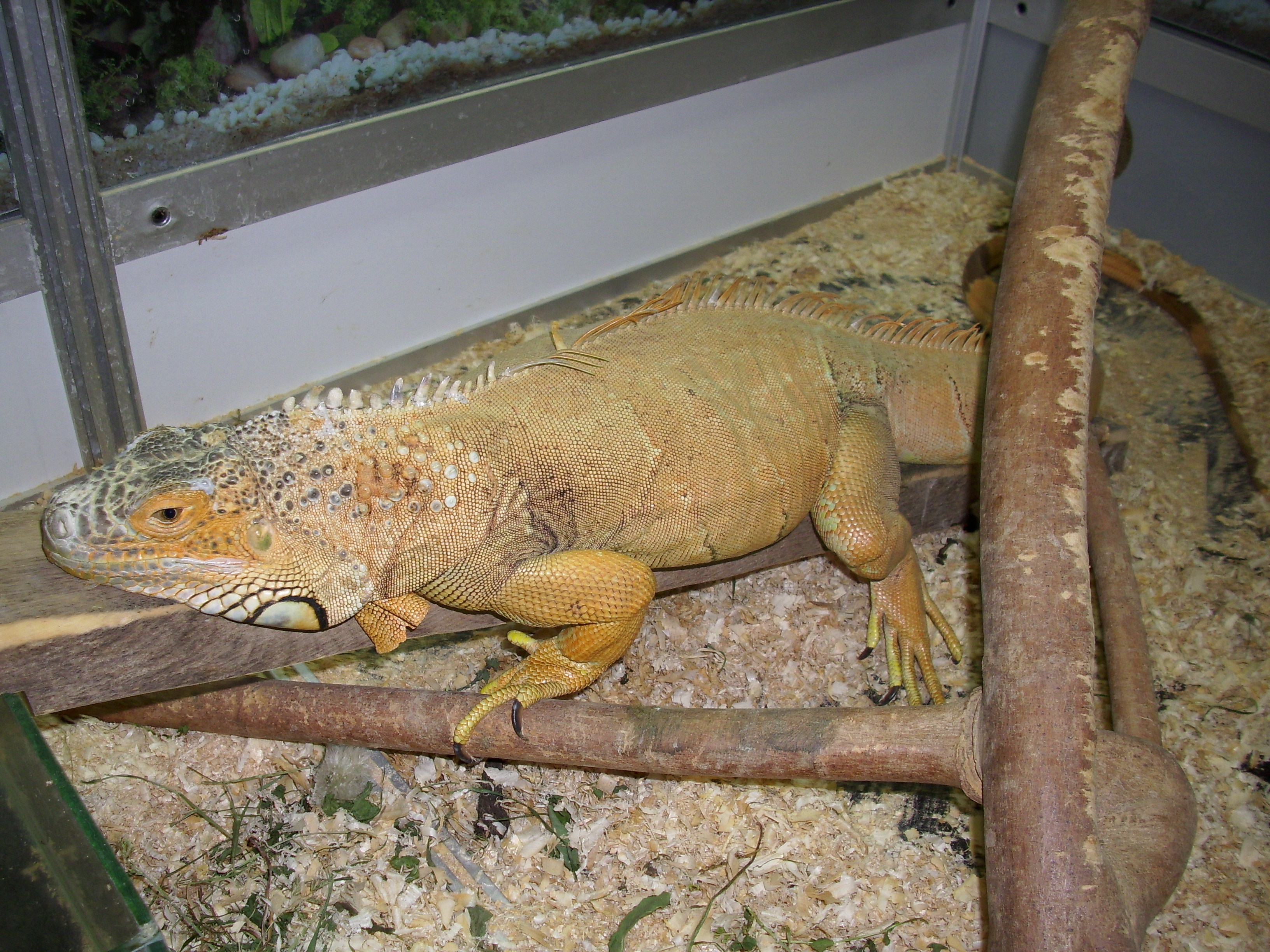
Legwan zielony

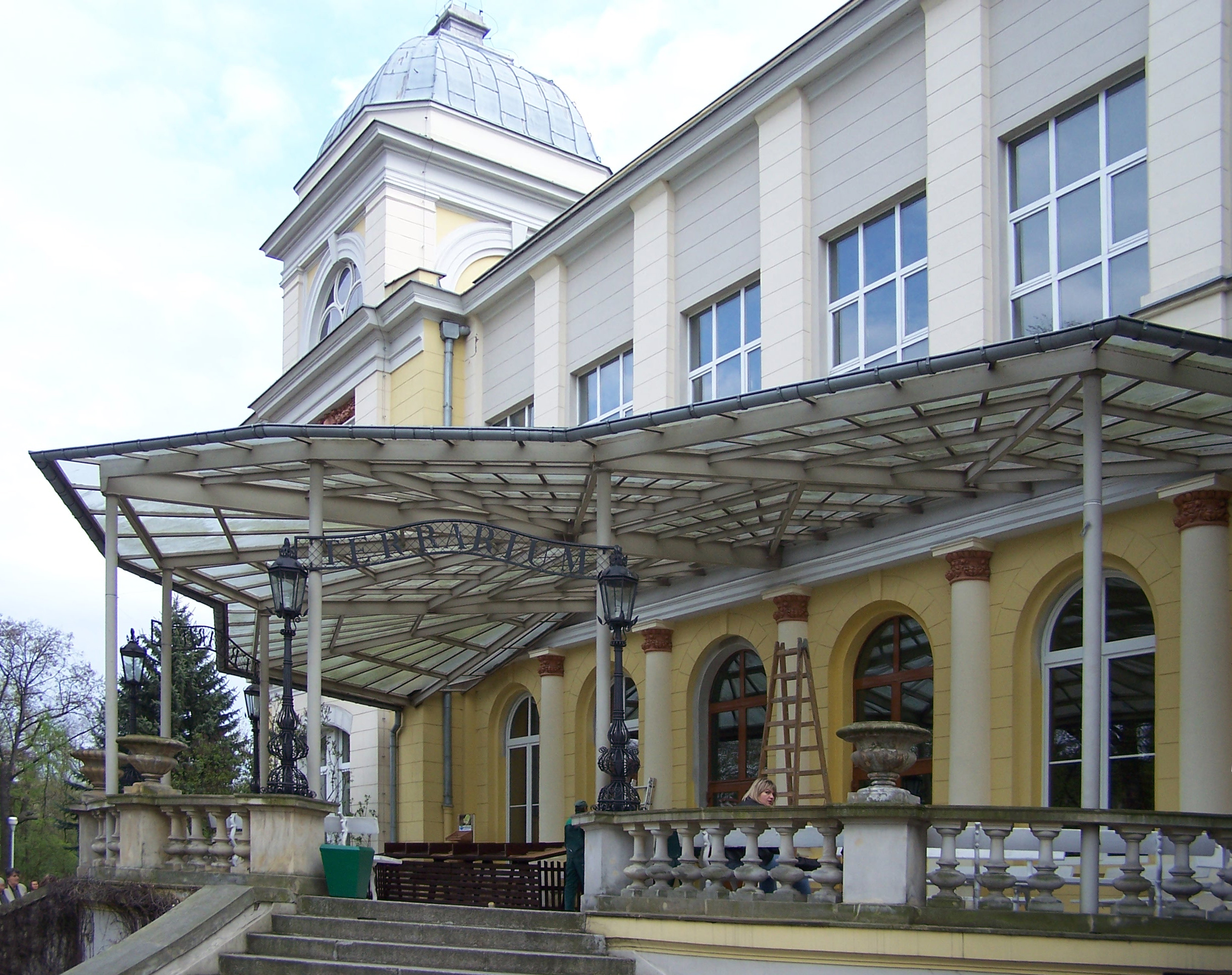
Zabytkowy budynek Terrarium we wrocławskim ZOO

Terrarium (łac. terra – ziemia) – wiwarium przeznaczone do hodowli przeważnie płazów i gadów, ale także bezkręgowców, przystosowane do ich wymagań w naturalnych środowiskach. Może to być specjalne pomieszczenie lub przenośny, ewentualnie oszklony, pojemnik lub zbiornik w formie skrzynki wykonany z drewna, blachy lub plastiku (faunboxy), a często w całości ze szkła. Zadaniem terrarium jest wytworzenie warunków odpowiednich dla danego gatunku zwierzęcia, w szczególności mikroklimatu, w jakim zwierzę żyje w naturze. Podłoże terrarium wykładane jest suchym piaskiem, czarnoziemem, gliną lub kamieniami, albo kompozycją tych materiałów. W zależności od potrzeb gatunków trzymanych w terrarium, powinno ono zabezpieczać właściwą ilość światła, wilgotność, temperaturę, wodę do picia i kąpieli, a także rośliny lub ich elementy (np. gałęzie).

## Typy terrariów
Na rynku są dostępne terraria różnych typów i o różnych rozmiarach, dostosowanych do wielkości i liczby zwierząt. Dla przykładu:
- dla małych węży do 150 cm buduje się przeważnie terrarium o wymiarach długość 80 cm x szer. 40 cm x wys. 30 cm,
- dla pytona tygrysiego terrarium o długość 150 cm będzie za małe, a dla dorosłej samicy, która może mieć 5 m lub więcej, terrarium powinno mieć ok. 3 m długości.

W przypadku hodowli węży przyjmuje się zasadę, że długość terrarium powinna stanowić minimum 1/2 długości węża.
Powyższe dane mają jedynie charakter orientacyjny zaś w praktyce wymiary terrariów są bardzo zróżnicowane.
W zależności od warunków jakie mają w nich panować, terraria dzielone są na dwa zasadnicze typy: biotopowe i sterylne.
Terrarium biotopowe ma możliwie jak najbardziej symulować środowisko naturalne zwierząt, chociaż wcześniej określenie to nie do końca uważane było za trafne, gdyż aby stworzyć rzeczywisty biotop danego gatunku należałoby oprócz warunków klimatycznych, dopasować także naturalną biocenozę, obecnie jednak mianem terrarium biotopowego określa się jedynie środowisko życia z odpowiednim mikroklimatem i abiotycznymi elementami siedliska.
Terrarium biotopowe może być typu:
- lasu tropikalnego,
- lasu umiarkowanego,
- stepu,
- pustyni.

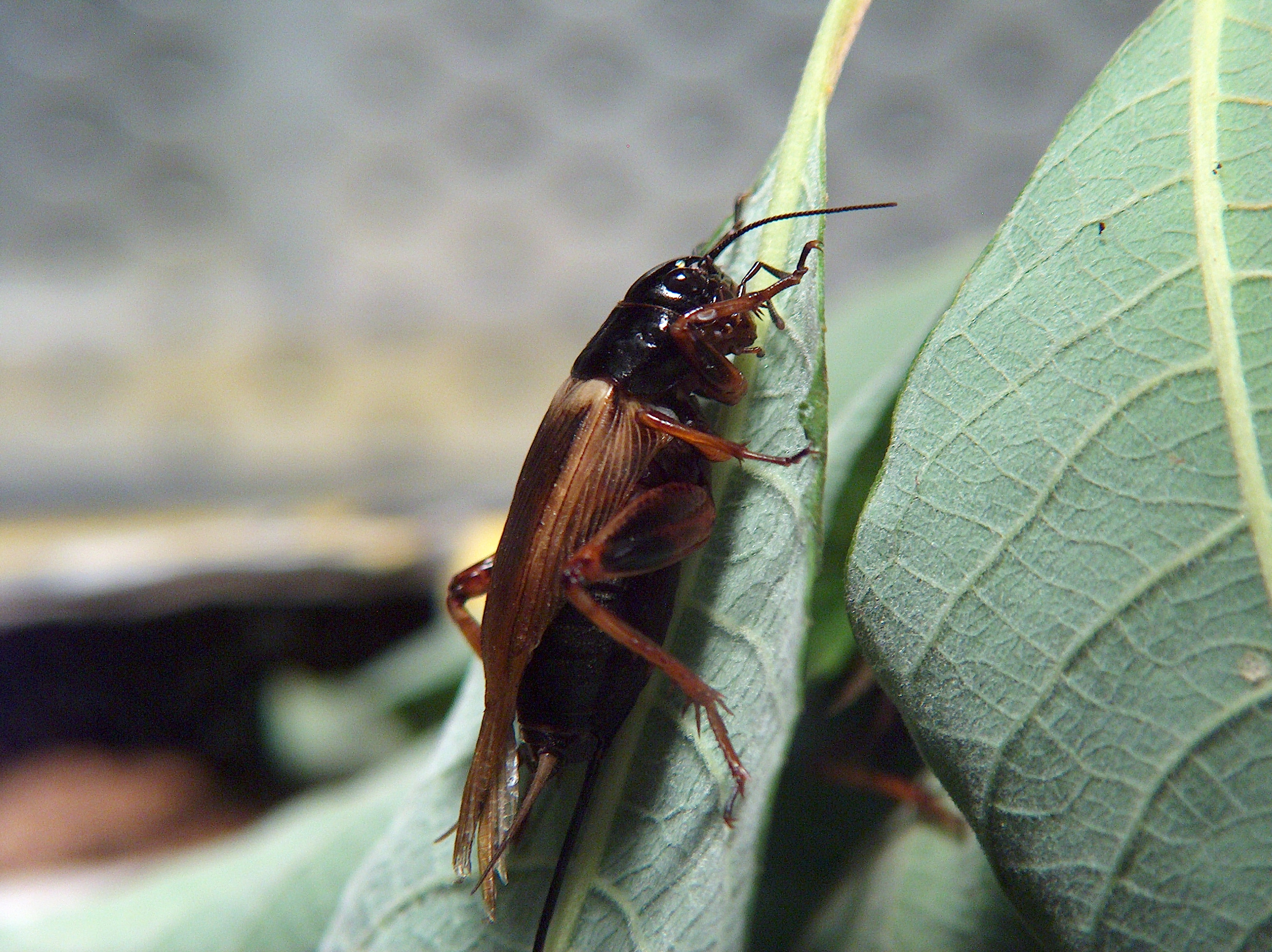
Świerszcz polny

Terrarium sterylne stosowane jest najczęściej w przypadku hodowli dużych węży z rodziny dusicieli, szczególnie pytonów. Zbiornik taki charakteryzuje się ograniczeniem wystroju do minimum przy jednoczesnym zapewnieniu możliwie jak największej higieny oraz odpowiednich warunków mikroklimatycznych (temperatura, wilgotność itp.) Wyposażenie takiego terrarium ogranicza się do podstawowych urządzeń technicznych (kable grzewcze, żarówki, miska z wodą), podłoże zaś najczęściej stanowi materiał zapewniający łatwość wymiany i sterylność np. ręczniki papierowe.
W terrariach symulujących las tropikalny oraz las umiarkowany trzymane są zwierzęta wymagające wysokiej wilgotności (około 70–90%). Terraria lasu umiarkowanego charakteryzują się wilgotnością około 60–70%. W terrariach stepowych oraz pustynnych wilgotność jest bardzo niska – rzędu 40–60%.
Najczęściej terrarium wyposażane bywa w kryjówki dla zwierzęcia i dekoracje: jaskinie, zakamarki, skałki i wybrzuszenia na ścianie tylnej przypominające naturalne warunki bytowania (terrarium biotopowe) lub rzadziej – plastikowe doniczki, kubły, skrzynki stanowiące kryjówkę w terrariach sterylnych. Aranżacja wnętrza zależy od wymogów danego gatunku oraz inwencji samego hodowcy.
Na skałkach można umieścić np. sztuczne rośliny zwisające. Nie powinno używać się roślin żywych, gdyż mogą być zjadane przez zwierzęta karmowe (np. świerszcze), lub zniszczone przez zwierzęta hodowlane.